# Oldsmobile Custom Cruiser
Der Oldsmobile Custom Cruiser war ein Kombi der oberen Mittelklasse, der von 1971 bis 1992 von Oldsmobile, einer Marke von General Motors, gebaut wurde. Er basierte auf dem Modell 88, besaß aber den Radstand des Spitzenmodells 98. Er war stets das größte Kombimodell der Marke.

## Von Jahr zu Jahr

### 1971–1976
Im September 1970 stellte Oldsmobile zusammen mit den übrigen 1971er-Modellen einen neuen großen Kombi auf Basis des Delta 88 vor. Dieser Kombi war wahlweise mit fünf oder sieben Sitzplätzen verfügbar (Einzelsitze vorn) bzw. mit sechs oder acht Sitzplätzen (3er Sitzbank vorn). Wie die Modelle 88 und 98 zeigte sich der Custom Cruiser mit einer V-förmigen Frontpartie mit einem geteilten Kühlergrill mit lackiertem Mittelsteg und Oldsmobile-Emblem. Der Kühlergrill reichte an der Unterseite bis hinter den vorderen Stoßfänger. Die runden Doppelscheinwerfer waren rechteckig eingerahmt. Oberhalb der teilweise abgedeckten Hinterräder zeigte die Karosserie einen „Hüftknick“. Das Fahrzeug war an den Seiten mit Holzimitat verziert (eine Reminiszenz an die früheren „Woodies“). Der Wagen mit dem längeren Radstand des Modells 98 verfügte über einen V8-Motor mit 7456 cm³ Hubraum, der bei 4400 min−1 eine Leistung von 280 bhp (206 kW) entwickelte.
1972 wurde der Wagen fast unverändert weitergebaut, aber die Motorleistung auf 225 bhp (165 kW) bei 4000 min−1 abgesenkt.
1973 sorgte ein kleineres Facelift für eine etwas niedrigere Frontpartie mit einem durchgehenden vorderen Stoßfänger. Die Modelle waren mit und ohne Holzimitat an den Fahrzeugseiten lieferbar. Die Motorleistung stieg auf 275 bhp (203 kW) bei 3600 min−1.
1974 gab es erneut einen modifizierten Kühlergrill mit einer verchromten Gitternetzstruktur, der bis in die waagerechte Motorhaube reichte. Die Motorleistung sank wieder auf 210 bhp (154 kW) bei 4000 min−1.
1975 gab es einen vierteiligen, etwas flacher gestalteten Kühlergrill. In technischer Hinsicht blieb das Modell in diesem Jahr unverändert.
1976 erhielt der Custom Cruiser wieder einen zweiteiligen Grill, diesmal mit rechteckigen Doppelscheinwerfern mit darunter liegenden, flachen Positions- und Blinkleuchten. Die Motorleistung wurde noch weiter auf 190 bhp (140 kW) bei 3400 min−1 abgesenkt.

### 1977–1990
1977 wurde der Custom Cruiser grundlegend überarbeitet. Er verfügte nicht mehr über den größeren Radstand des 98, sondern den des 88ers. Während sich stilistisch wenig änderte, erhielt der Kombi einen deutlich kleineren Motor mit 5735 cm³ Hubraum und 170 bhp (125 kW) bei 3800 min−1. Die Versionen ohne Holzimitat wurden nicht mehr angeboten.
1978 blieb der Karosserie unverändert, aber es gab optional zwei neue Motoren: Einen weiteren V8-Benziner mit 6603 cm³ Hubraum und 185 bhp (136 kW) Leistung bei 3600 min−1 und einen V8-Diesel mit 5735 cm³ Hubraum und 120 bhp (88 kW) bei 3600 min−1.
1979 sank die Leistung der beiden Benzinmotoren auf 160–165 bhp / 118–121 kW (5,7 Liter) bzw. 175 bhp / 129 kW (6,6 Liter). Die des Dieselmotors stieg auf 125 bhp / 92 kW.
1980 wurde die Leistung der Motoren weiter reduziert: Der 6,6 Liter-V8 wurde nicht mehr angeboten, der 5,7 Liter-V8 brachte es auf nur noch 160 bhp (118 kW) und der Diesel nur auf magere 105 bhp (77 kW) bei 3200 min−1. Dafür gab es zusätzlich einen noch kleineren Benzin-V8 mit 5031 cm³ Hubraum und einer Leistung von 150 bhp (110 kW). 
Auch 1981 gab es keine Veränderungen an der Karosserie, aber der 5,7 Liter-V8-Benzinmotor wurde aus dem Angebot gestrichen, und der 5,0 Liter-V8 leistete nun nur noch 140 bhp (103 kW).
Mit diesem Motorenangebot und nur geringfügigen Veränderungen hinsichtlich der Optik wurde der Custom Cruiser bis 1985 gebaut. 
1986 wurde der Dieselmotor mangels Nachfrage eingestellt und ab 1988 war der Custom Cruiser der einzige Wagen in der Oldsmobile-Modellpalette mit Hinterradantrieb.
In dieser Form wurde der Kombi bis 1990 weitergebaut.

### 1991–1992
1991 wurde das Styling des Custom Cruiser vollständig überarbeitet. Er erhielt eine abgerundetere Karosserieform, Breitbandscheinwerfer und einen durchgehenden Kühlergrill mit einer Gitternetzstruktur. In technischer Hinsicht war der Custom Cruiser das einzige Oldsmobile-Modell, das noch über Hinterradantrieb verfügte. Der Motor wurde mit einer Einspritzanlage versehen und leistete 125 kW bei 4200 min−1.
1992, im letzten Produktionsjahr, gab es auf Wunsch wieder einen größeren V8-Motor mit 5735 cm³ Hubraum und 132 kW bei 4000 min−1. Im Folgejahr wurde der große Oldsmobile-Kombi ersatzlos gestrichen.
In 21 Jahren sind 448.503 Exemplare produziert worden.